# Гиндич, Трофим Александрович
Трофим Александрович Ги́ндич (укр. Трохим Олександрович Гиндич, 1914 — ?) — председатель колхоза имени Близнюка Маньковского района Черкасской области. Герой Социалистического Труда (1965). Член ЦК КПУ (1966—1976). Депутат ВС УССР 6 — 9 созывов.

## Биография
Родился в 1914 году в крестьянской семье в селе Нижний Мирополь (сегодня — Романовский район, Житомирская область, Украина). Украинец. Получил неполное высшее образование. С 1935 года работал учителем математики Нестеровский неполной средней школы Миньковского района Киевской области.
Участвовал в Великой Отечественной войне. С июля 1941 года воевал в составе 297-й стрелковой дивизии, был начальником продуктового снабжения 515-го отдельного автотранспортного батальона, с сентября 1943 года — помощник командира 38-го отдельного автомобильного батальона по хозяйственной части 6-й гвардейской армии. Член ВКП(б) с 1942 года.
После демобилизации с 1946 года — директор Нестеровский неполной средней школы Миньковского района, секретарь Миньковского районного комитета КПУ Киевской области, председатель исполнительного комитета Маньковской районного совета депутатов трудящихся Черкасской области. В 1956 году избран председателем колхоза имени Виктора Близнюка села Викторовка Маньковского района Черкасской области.
Избирался депутатом ВС УССР от Маньковского избирательного округа Черкасской области.

## Награды
- Герой Социалистического Труда (31 декабря 1965 года)
- орден Ленина (1965)
- орден Октябрьской революции
- орден Красной Звезды (20.4.1944)
- два ордена Отечественной войны II степени (15.6.1945; 6.4.1985)
- медаль «За боевые заслуги» (5.6.1943)
- медаль «За оборону Сталинграда»
- заслуженный работник сельского хозяйства УССР.